# Super Mario 3D World
Super Mario 3D World – komputerowa gra platformowa wyprodukowana i wydana przez Nintendo 22 listopada 2013 na konsolę Wii U. Gra składa się z poziomów 3D dostępnych z mapy świata. Po przejściu plansz można później do nich wracać np. w celu odkrycia sekretów. Poza trybem dla jednej osoby można także grać w kooperacji do czterech osób. 12 lutego 2021 wydano odświeżoną wersję gry na Nintendo Switch, pt. Super Mario 3D World + Bowser’s Fury.
Średnia ocen według agregatora Metacritic wynosi 93% z 83 recenzji. W ciągu pierwszego tygodnia od premiery sprzedano 99 588 kopii gry w Japonii. Grę sprzedano w 5,86 milionach egzemplarzy według danych z 30 września 2020 roku.